# Lignières (Cher)
Lignières és un municipi francès, situat al departament de Cher i a la regió de Centre – Vall del Loira. L'any 2007 tenia 1.530 habitants.

## Demografia

### Població
El 2007 la població de fet de Lignières era de 1.530 persones. Hi havia 704 famílies, de les quals 276 eren unipersonals (124 homes vivint sols i 152 dones vivint soles), 260 parelles sense fills, 144 parelles amb fills i 24 famílies monoparentals amb fills.
La població ha evolucionat segons el següent gràfic:
Habitants censats

### Habitatges
El 2007 hi havia 948 habitatges, 717 eren l'habitatge principal de la família, 77 eren segones residències i 154 estaven desocupats. 870 eren cases i 76 eren apartaments. Dels 717 habitatges principals, 524 estaven ocupats pels seus propietaris, 164 estaven llogats i ocupats pels llogaters i 29 estaven cedits a títol gratuït; 11 tenien una cambra, 60 en tenien dues, 154 en tenien tres, 217 en tenien quatre i 275 en tenien cinc o més. 461 habitatges disposaven pel capbaix d'una plaça de pàrquing. A 337 habitatges hi havia un automòbil i a 250 n'hi havia dos o més.

### Piràmide de població
La piràmide de població per edats i sexe el 2009 era:
| Homes | Edats   | Dones |
| ----- | ------- | ----- |
| 4     | 95 o +  | 4     |
| 4     | 90 a 94 | 24    |
| 4     | 85 a 89 | 36    |
| 4     | 80 a 84 | 32    |
| 44    | 75 a 79 | 76    |
| 100   | 70 a 74 | 96    |
| 40    | 65 a 69 | 52    |
| 76    | 60 a 64 | 28    |
| 40    | 55 a 59 | 44    |
| 68    | 50 a 54 | 60    |
| 44    | 45 a 49 | 60    |
| 68    | 40 a 44 | 56    |
| 44    | 35 a 39 | 52    |
| 44    | 30 a 34 | 20    |
| 16    | 25 a 29 | 36    |
| 32    | 20 a 24 | 24    |
| 32    | 15 a 19 | 28    |
| 24    | 10 a 14 | 44    |
| 44    | 5 a 9   | 32    |
| 32    | 0 a 4   | 24    |

## Economia
El 2007 la població en edat de treballar era de 826 persones, 549 eren actives i 277 eren inactives. De les 549 persones actives 489 estaven ocupades (248 homes i 241 dones) i 60 estaven aturades (30 homes i 30 dones). De les 277 persones inactives 145 estaven jubilades, 53 estaven estudiant i 79 estaven classificades com a «altres inactius».

### Ingressos
El 2009 a Lignières hi havia 712 unitats fiscals que integraven 1.439,5 persones, la mediana anual d'ingressos fiscals per persona era de 16.177 €.

### Activitats econòmiques
Dels 93 establiments que hi havia el 2007, 2 eren d'empreses extractives, 3 d'empreses alimentàries, 7 d'empreses de fabricació d'altres productes industrials, 13 d'empreses de construcció, 20 d'empreses de comerç i reparació d'automòbils, 4 d'empreses de transport, 9 d'empreses d'hostatgeria i restauració, 4 d'empreses financeres, 3 d'empreses immobiliàries, 8 d'empreses de serveis, 13 d'entitats de l'administració pública i 7 d'empreses classificades com a «altres activitats de serveis».
Dels 31 establiments de servei als particulars que hi havia el 2009, 1 era una oficina d'administració d'Hisenda pública, 1 gendarmeria, 1 oficina de correu, 2 oficines bancàries, 3 tallers de reparació d'automòbils i de material agrícola, 1 autoescola, 1 paleta, 2 guixaires pintors, 2 fusteries, 3 lampisteries, 2 electricistes, 3 perruqueries, 2 veterinaris, 4 restaurants, 2 agències immobiliàries i 1 saló de bellesa.
Dels 11 establiments comercials que hi havia el 2009, 1 era un hipermercat, 1 una botiga de més de 120 m², 1 una botiga de menys de 120 m², 2 carnisseries, 1 una peixateria, 2 botigues d'electrodomèstics, 1 una botiga de material de revestiment de parets i terra i 2 floristeries.
L'any 2000 a Lignières hi havia 28 explotacions agrícoles que ocupaven un total de 720 hectàrees.

## Equipaments sanitaris i escolars
Els 2 equipaments sanitaris que hi havia el 2009 eren farmàcies.
El 2009 hi havia 1 escola maternal i 1 escola elemental. Lignières disposava d'un col·legi d'educació secundària amb 249 alumnes.

## Poblacions més properes
El següent diagrama mostra les poblacions més properes.